# Хольмён
Хольмён (швед. Holmön) — шведский остров в проливе Норра-Кваркен. Административно относится к коммуне Умео Вестерботтенского лена.

## География

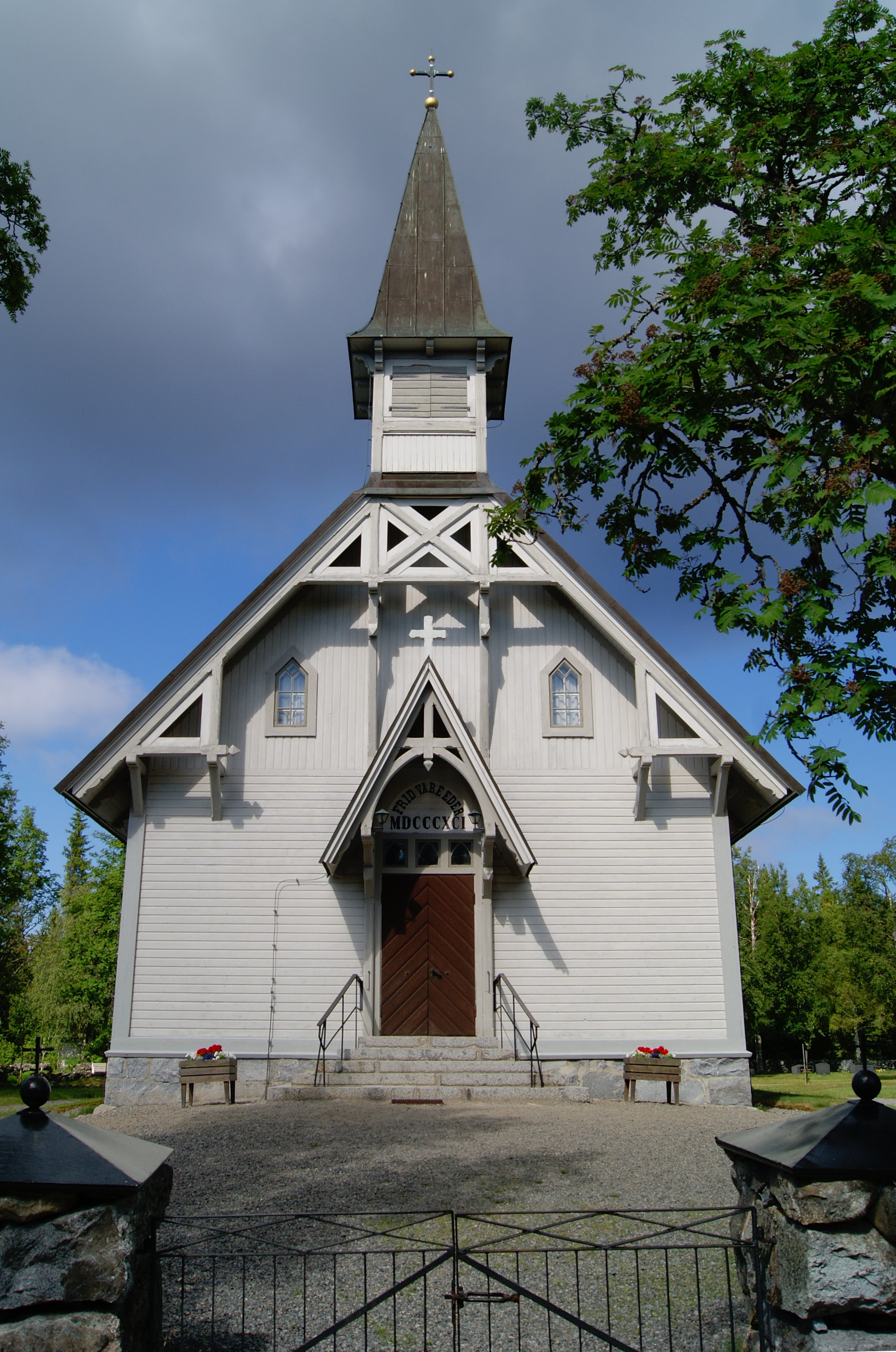
Хольмёнская церковь

Хольмён входит в группу островов Хольмёарна. К югу от него расположен остров Энгесён, а к северо-востоку Стура-Фьедерегг. Помимо них, Хольмён окружают многочисленные мелкие островки.
Площадь острова составляет 23,96 км².
В северной части острова находится селение Хольмён, в котором круглый год живёт всего 60 жителей. От него на юг уходит дорога, по которой можно добраться до соседнего острова Энгесён, отделённого от Хольмёна лишь узким проливом Сёрисундет и соединённого с ним небольшим мостом.
Бо́льшая часть острова покрыта лесом, имеются многочисленные озёра.

## История
Согласно легенде, первыми жителями острова были три рыбака-саама: Хокан, Черступ и Клеммет. Произошло это, вероятно, где-то в XIV веке.

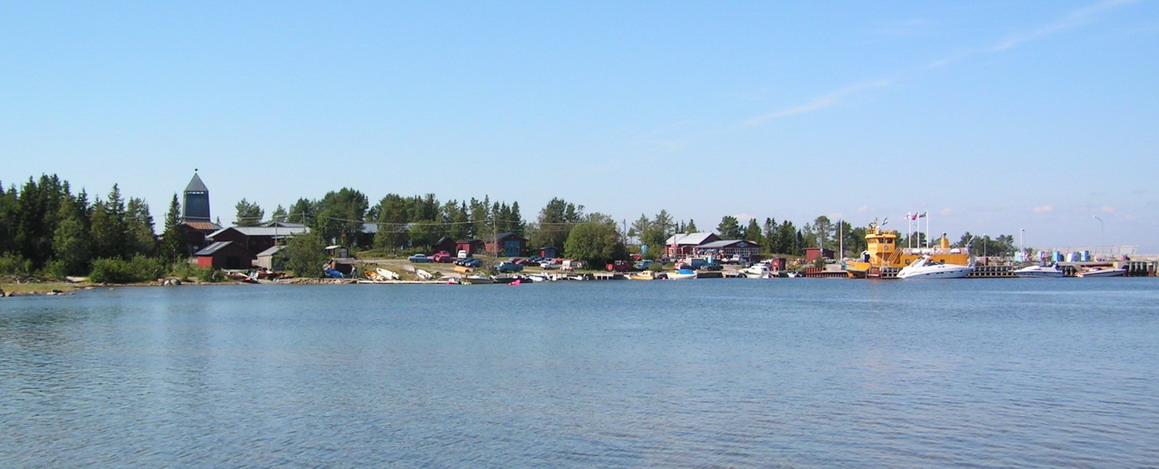
В заливе Бювикен

Жители острова испокон веков жили земледелием и рыбной ловлей. Помимо этого, они занимались ещё также охотой на тюленей и торговлей. Важным подспорьем в хозяйстве островитян был подъём затонувших судов. Сейчас известны 300 случаев кораблекрушений в данном районе. Названия многих мелей у Хольмёна произошли благодаря таким катастрофам.
В 1809 году остров посетил русский отряд Барклая де Толли во время перехода через Кваркен.
В 1884 году на Хольмёне появился первый маяк, который был возведён из дерева. Поскольку дальность его действия была невелика, в 1886 году его сменил другой маяк высотой 17,8 м. Он также был деревянным, но прекрасно сохранился до наших дней. В 1978 году он был признан памятником архитектуры.

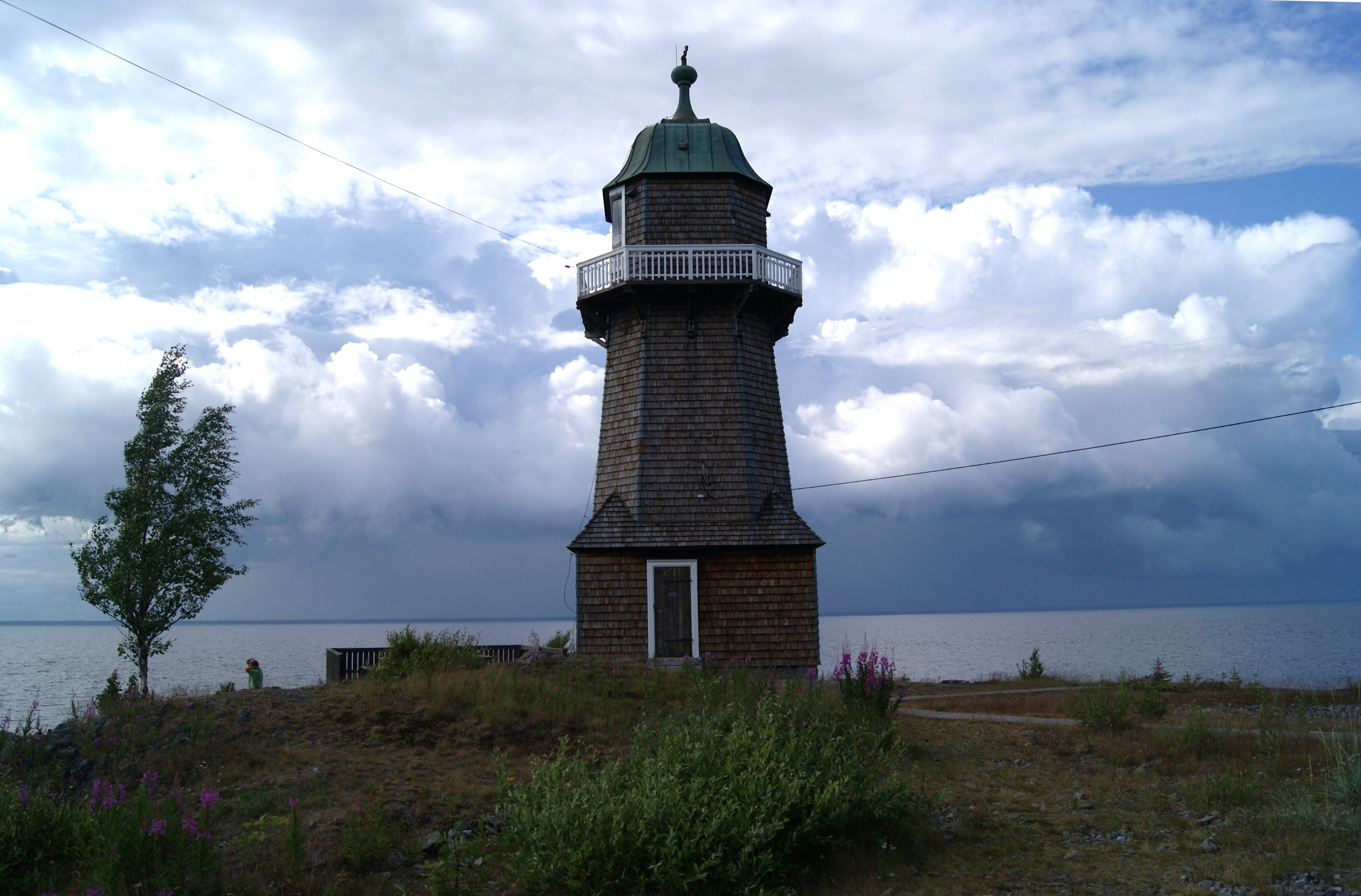
Маяк на Бергуддене

## Достопримечательности
Летом 1998 года на острове открылся Корабельный музей (Båtmuseet), посвящённый истории старых судов и методам их постройки.
С 1994 года на Хольмёне проводится музыкальный фестиваль, который принимает своих гостей ежегодно в последние выходные июля.